# Eurillas ansorgei
El bulbul de Ansorge (Eurillas ansorgei) es una especie de ave paseriforme de la familia Pycnonotidae propia de África central y occidental. Su nombre conmemora al explorador británico William John Ansorge.

## Taxonomía
El bulbul de Ansorge fue descrito científicamente en 1907 en el género Andropadus. En 2007 fue trasladado al génerro Eurillas.
En la actualidad se reconocen dos subespecies:
- E. a. ansorgei - (Hartert, 1907): Se extiende desde el oeste de Guinea al suroeste de Uganda y el este de la República Democrática del Congo;
- E. a. kavirondensis - (van Someren, 1920): localizada en el oeste de Kenia;